# تشمة (سلطانية)
تشمة (بالفارسية: چمه) هي قرية تقع في إيران في قسم سلطانیة الریفي. يقدر عدد سكانها بـ 10 نسمة بحسب إحصاء 2016.